# الرميثة (المخادر)

تعديل مصدري - تعديل

الرميثة محلة تابعة لقرية المنقودة، التابعة لعزلة السحول بمديرية المخادر إحدى مديريات محافظة إب في الجمهورية اليمنية، بلغ تعداد سكانها 120 حسب تعداد اليمن لعام 2004.